# Carne (micologia)

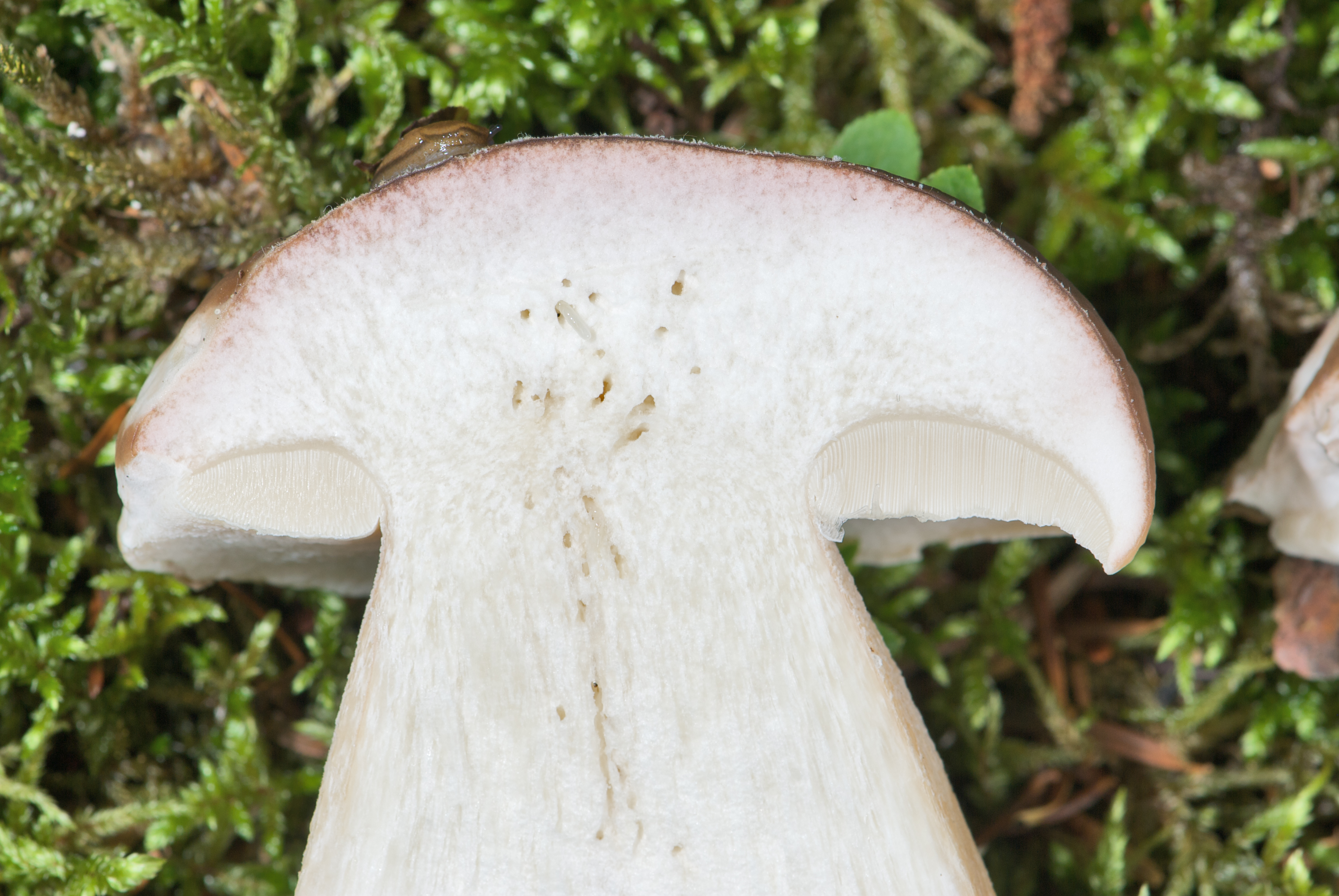
A "carne" de um cogumelo.

Carne, ou trama, é um termo utilizado em micologia para indicar a porção interior do basidiocarpo de um cogumelo, ou corpo de frutificação. É distinta da camada exterior do tecido, conhecida como pileipellis, ou "cutícula", e a camada que comporta os esporos é conhecida como Himénio. O termo trama é sinônimo a "carne", ou "contexto".